# Oak Grove (Oregon, Clackamas megye)

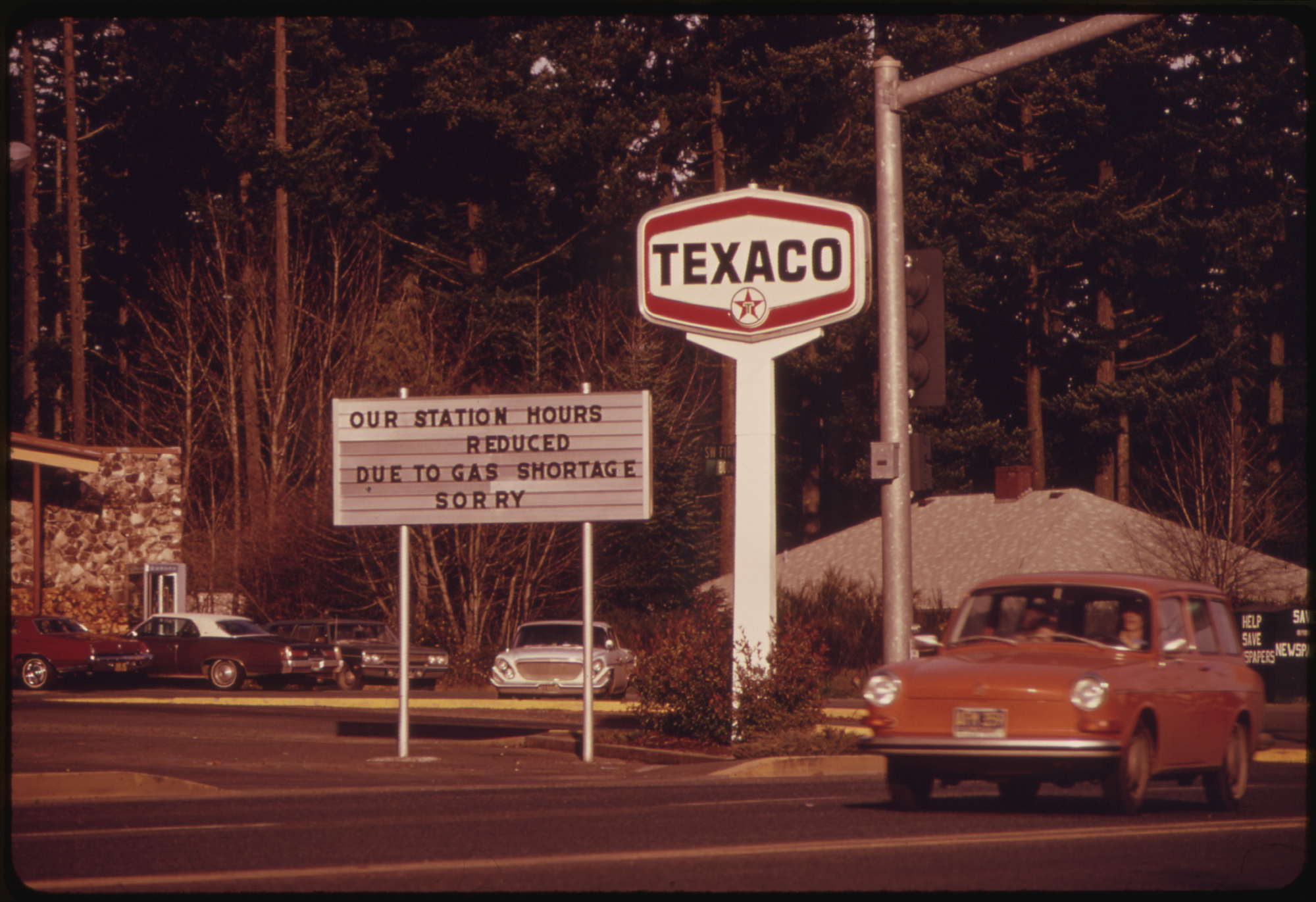
Benzinkút az 1973-as olajválság idején

Oak Grove az Amerikai Egyesült Államok északnyugati részén, Oregon állam Clackamas megyéjében, a portlandi agglomerációban elhelyezkedő statisztikai- és önkormányzat nélküli település. A 2010. évi népszámláláskor 16 629 lakosa volt. Területe 10,7 km², melyből 0,6 km² vízi.
A településen működik egy megyei üzemeltetésű könyvtár, amely a Clackamas megyei Könyvtárak Információs Hálózatának tagja.

## Történet
Az Oak Grove nevet az alapító cég egy munkatársa, Edward W. Cornell javasolta, miután egy tölgyfa alatt ebédeltek, mivel a vállalat nem tudott nevet adni a településnek.
A környéket először a milwaukie-i postahivatal látta el. 1904-ben a földadományozási törvény útján telekhez jutó Susan Creighton tiszteletére létrejött egy Creighton nevű posta; neve azért nem Oak Grove lett, mert ilyen néven Josephine megyében már létezett település. Az első feljegyzett postamester Thomas J. Howell botanikus volt.
A helyi vasútállomást eredetileg Centernek nevezték el; az Oak Grove nevet St. Theresa megállója viselte. A félreértések elkerülése érdekében 1907-ben mind az állomást, mind a postahivatalt Oak Grove-ra keresztelték át.
A vasút ma már nem működik.

## Földrajz
A Népszámlálási Hivatal adatai alapján területe 10,7 km², melyből 0,6 km² vízi.
A közösség Clackamas megye északnyugati részén fekszik. Áthalad rajta a 99E út; városi szakaszának neve McLoughin Boulevard. Az út a 13 km-re északra lévő Portlandet köti össze a 6 km-re lévő Oregon Cityvel.
Területén található a Willamette-folyó Hog-szigete.

## Népesség

### 2010
A 2010-es népszámláláskor  16 629 lakója, 6976 háztartása és 4247 családja volt. A népsűrűség 1646,4 fő/km2. A lakóegységek száma 7473, sűrűségük 739,9 db/km2. A lakosok 89,7%-a fehér, 1%-a afroamerikai, 0,8%-a indián, 1,7%-a ázsiai, 0,2%-a a Csendes-óceáni szigetekről származik, 3,2%-a egyéb, 3,4%-a pedig kettő vagy több etnikumú. A spanyol vagy latino származásúak aránya 8,4% (6,5% mexikói, 0,3% Puerto Ricó-i, 0,1% kubai, 1,5% egyéb spanyol vagy latino származású.)
A háztartások 23,8%-ában élt 18 évnél fiatalabb. 45,6% házas, 10,6% egyedülálló nő, 4,7% egyedülálló férfi, 39,1% pedig nem család. 31,2% egyedül élt; 15,3%-uk 65 éves vagy idősebb. Egy háztartásban átlagosan 2,34 személy élt; a családok átlagmérete 2,91 fő.
A medián életkor 43,3 év volt. Lakóinak 20,1%-a 18 évesnél fiatalabb, 5,1% 18 és 24 év közötti, 24,8%-uk 25 és 44 év közötti, 30,5%-uk 45 és 64 év közötti, 19,5%-uk pedig 65 éves vagy idősebb. A lakosok 48,1%-a férfi, 51,9%-a pedig nő.

### 2000
A 2000-es népszámláláskor   12 808 lakója, 5641 háztartása és 3251 családja volt. A népsűrűség 1268,1 fő/km2. A lakóegységek száma 6015, sűrűségük 595,5 db/km2. A lakosok 91,47%-a fehér, 0,56%-a afroamerikai, 0,78%-a indián, 1,79%-a ázsiai, 0,1%-a a Csendes-óceáni szigetekről származik, 2,55%-a egyéb-, 2,75%-a pedig kettő vagy több etnikumú. A spanyol vagy latino származásúak aránya 5,89% (4,4% mexikói, 0,1% Puerto Ricó-i,  1,4% pedig egyéb spanyol/latino származású.)
A háztartások 24,7%-ában élt 18 évnél fiatalabb. 43,9% házas, 9,9% egyedülálló nő; 42,4% pedig nem család. 35,2% egyedül élt; 18,8%-uk 65 éves vagy idősebb. Egy háztartásban átlagosan 2,24 személy élt; a családok átlagmérete 2,89 fő.
Lakóinak 21,5%-a 18 évesnél fiatalabb, 7,5% 18 és 24 év közötti, 27,5%-uk 25 és 44 év közötti, 23,3%-uk 45 és 64 év közötti, 20,2%-uk pedig 65 éves vagy idősebb. A medián életkor 40 év volt. Minden 100 nőre 89 férfi jut; a 18 évnél idősebb nőknél ez az arány 85,8.
A háztartások medián bevétele 40 530 amerikai dollár, ez az érték családoknál $49 141. A férfiak medián keresete $36 867, míg a nőké $29 877. Az egy főre jutó bevétel (PCI) $22 643. A családok 6,6%-a, a teljes népesség 8,8%-a élt létminimum alatt; a 18 év alattiaknál ez a szám 14,1%, a 65 évnél idősebbeknél pedig 7%.

## Fordítás
Ez a szócikk részben vagy egészben  az   Oak Grove, Oregon című angol Wikipédia-szócikk ezen változatának fordításán alapul.  Az eredeti cikk szerkesztőit annak laptörténete sorolja fel. Ez a jelzés csupán a megfogalmazás eredetét és a szerzői jogokat jelzi, nem szolgál a cikkben szereplő információk forrásmegjelöléseként.